# 莱茵高-陶努斯县
莱茵高-陶努斯县（德語：Rheingau-Taunus-Kreis）是德国黑森州达姆施塔特行政区的一个县，首府巴特施瓦尔巴赫。

## 地理
莱茵高-陶努斯县北面与林堡-魏尔堡县，东面与上陶努斯县和美因-陶努斯县，东南面与威斯巴登市，西面与莱茵兰-普法尔茨州的莱茵-兰县相邻，南面与莱茵兰-普法尔茨州以莱茵河为界，莱茵河左岸是莱茵兰-普法尔茨州的美因茨-宾根县。